# Joanna Shields
Joanna Shields, Baronesa Shields (St. Marys, 12 de julho de 1962) é uma empresária e política anglo-americana. Joanna foi nomeada colega vitalício na Câmara dos Lordes em 2014 e, mais tarde, serviu como Ministro da Segurança e Proteção da Internet sob David Cameron e Theresa May. Ela também atuou como Conselheira em Economia Digital de David Cameron.

## Vida pregressa
Joanna Shields nasceu em 1962 em St. Marys, Pensilvânia, e foi a segunda de cinco filhos.

## Carreira
Joanna Shields mudou-se para o Vale do Silício em 1989 e ingressou na Electronics for Imaging como uma das primeiras funcionárias. Em 1997, Shields tornou-se CEO da Veon, uma empresa de tecnologia de vídeo interativo cuja propriedade intelectual incluía patentes para adicionar links interativos a fluxos de vídeo que se tornaram parte do padrão de streaming de vídeo MPEG4. A Philips adquiriu a Veon em 2000. Após fechar a transação com a Veon, Joanna foi contratado pela empresa que inventou o streaming de áudio e vídeo, a RealNetworks, para administrar seus negócios fora dos Estados Unidos.
Joanna juntou-se brevemente ao ex-CEO e colega da Efi, Dan Avida, para construir o negócio de uma empresa de criptografia de armazenamento que ele fundou, chamada Decru, onde desempenhou um papel fundamental na formação de uma parceria com a Network Appliance, a empresa que acabou adquirindo a Decru por US$ 272 milhões.
Joanna Shields tornou-se então diretora administrativa do Google Europa, Oriente Médio e África, onde foi responsável pelo desenvolvimento do negócio de distribuição de publicidade da empresa, o AdSense, e pela aquisição de conteúdo e parcerias para produtos como Google Mail, Video (antes da aquisição do YouTube), Mapas, Locais, Notícias e Livros.[carece de fontes?]
No final de 2006, Joanna foi abordada pela Benchmark Capital para assumir o cargo de CEO da startup de rede social Bebo. Na Bebo, Joanna introduziu o Open Media, abrindo a plataforma do Bebo para que as empresas de mídia alcançassem sua base de 50 milhões de usuários e permitindo que os proprietários de mídia monetizassem seu conteúdo, e Bebo Originals, uma série de programas online originais. O primeiro Bebo Original KateModern foi visto 85 milhões de vezes, foi indicado para dois prêmios BAFTA e ganhou o prêmio Broadcasting Press Guild Innovation Award por Outstanding Development in Broadcasting.
Depois de planejar a aquisição da Bebo pela Aol por US$ 850 milhões, em maio de 2008, Joanna mudou-se brevemente para a cidade de Nova York para chefiar a recém-criada People Networks da Aol, supervisionando os ativos sociais e de comunicação da empresa, incluindo AIM, Aol Instant Messenger e ICQ. O desenvolvimento do Bebo continuou com Joanna com o lançamento do Timeline em 2009, a primeira rede social a organizar e representar eventos da vida de forma linear. A linha do tempo acabou se tornando padrão nas redes sociais quando o Facebook lançou o recurso em 2012.
Em 2009, Joanna Shields foi recrutada pela ex-colega do Google, Sheryl Sandberg, para administrar o Facebook na Europa, Oriente Médio e África como vice-presidente e diretora administrativa. Na sua função, ela transformou a EMEA na maior região da empresa, concentrando-se em tornar o Facebook a plataforma de marketing, comunicação e atendimento ao cliente mais valiosa do mundo para marcas e aproveitando o Open Graph do Facebook como um motor de crescimento para algumas das startups e empresas estabelecidas mais importantes da Europa. Ela também presidiu o crescimento da presença internacional para mais de um bilhão de usuários.
Em maio de 2018, Joanna foi anunciada como CEO do grupo BenevolentAI, uma startup médica com sede em Londres. Ela deixou esse cargo em setembro de 2023.

## Reconhecimento da indústria
Joanna Shields ficou em primeiro lugar no Wired 100 em 2011 e em sexto lugar no MediaGuardian 100 em 2012. Em fevereiro de 2013, ela foi nomeada para a lista das 100 mulheres mais poderosas do Reino Unido pela Woman's Hour da BBC Radio 4. Em julho de 2013, a Computer Weekly nomeou Joanna como a mulher mais influente de TI do Reino Unido. Em julho de 2013, ela recebeu o prêmio pelo conjunto de sua obra da British Interactive Media Association.

## Trabalho governamental
Em outubro de 2012, Joanna Shields foi nomeada Embaixadora das Indústrias Digitais do Reino Unido. Ela foi presidente e CEO da Tech City de janeiro de 2013 a maio de 2015. Ela ajudou a criar o Future Fifty, um programa que foi lançado pelo Chanceler George Osborne em abril de 2013. Joanna também está envolvida na promoção de políticas e condições que promovem o empreendedorismo em toda a União Europeia e, juntamente com outros oito empresários líderes da UE, lançou o Manifesto de Startups da UE, que visa transformar a União Europeia numa região favorável às startups.
Atualmente ela atua no governo nos seguintes cargos:
- Fundadora e membro da WeProtect Global Alliance - End Child Sexual Exploitation Online (anteriormente Força-Tarefa dos EUA/Reino Unido para combater o abuso e a exploração infantil online)
- Representante Especial do Primeiro Ministro para Segurança na Internet
- Membro do Grupo de Trabalho de Implementação de Proteção Infantil
- Membro do Grupo de Trabalho de Implementação para Combater o Extremismo nas Comunidades

Joanna Shields atuou anteriormente nos seguintes cargos:
- Subsecretária de Estado Parlamentar, Ministério do Interior e Ministro da Segurança e Proteção da Internet
- Interesse como Subsecretária de Estado Parlamentar, Departamento de Cultura, Mídia e Esporte
- Copresidente do Conselho do Reino Unido para Segurança Infantil na Internet
- Membro do Grupo Interministerial sobre Violência contra Mulheres e Meninas
- Membro do Grupo Interministerial sobre Abuso Sexual Infantil

## Honras do governo
Joanna Shields foi nomeada Ordem do Império Britânico (OBE) na Lista de Honras de Ano Novo de 2014 por "serviços para indústrias digitais e serviço voluntário para jovens". Depois de ser nomeada como nobre trabalhadora em agosto de 2014, Shields foi elevada à nobreza em 16 de setembro de 2014, assumindo o título de Baronesa Shields, de Maida Vale, na cidade de Westminster.

## Fundação da Aliança Global WeProtect
Em 22 de julho de 2013, o primeiro-ministro David Cameron fez um discurso sobre a proliferação e acessibilidade de imagens de abuso infantil na Internet e sobre a repressão da pornografia online. O Primeiro-Ministro anunciou que seria criado um novo grupo de trabalho Reino Unido-EUA para liderar uma aliança global das maiores empresas de Internet para combater imagens indecentes de crianças online. Joanna Shields lideraria esta iniciativa, trabalhando com os governos e agências de aplicação da lei do Reino Unido e dos EUA e com a indústria para maximizar os esforços internacionais. Em abril de 2014, ela fundou o WeProtect.org. WePROTECT é uma aliança global liderada pelo governo do Reino Unido e apoiada por mais de 70 países, 20 empresas de tecnologia e ONGs para impedir o crime global de abuso e exploração sexual infantil online.[carece de fontes?]
Em abril de 2014, Joanna fundou a WePROTECT, uma iniciativa destinada a envolver empresas de Internet no desenvolvimento de tecnologia destinada a combater o abuso e a exploração infantil online. Em dezembro de 2014, David Cameron convocou a primeira cimeira global da WePROTECT, que aconteceu em Londres. Esta cimeira e uma segunda organizada em Abu Dhabi pelo Ministério do Interior dos Emirados Árabes Unidos unificaram uma coligação global de múltiplas partes interessadas no compromisso com as Declarações de Acção I e II. Joanna abriu a Cimeira dos Emirados Árabes Unidos como orador principal em Novembro de 2015 e no lançamento das Nações Unidas da Parceria Global para Acabar com a Violência Contra as Crianças e do Fundo da Iniciativa WePROTECT em Nova Iorque, Julho de 2016.[carece de fontes?]
A Aliança Global WePROTECT para Acabar com a Exploração Sexual Infantil Online combina duas iniciativas: a Aliança Global, liderada pelo Departamento de Justiça dos EUA e pela Comissão da UE e a WePROTECT, que foi convocada pelo Reino Unido.[carece de fontes?]

## Serviço de conselho e afiliações
Joanna Shields também atuou em vários conselhos como curadora, incluindo Save the Children, a Sociedade Nacional para a Prevenção da Crueldade contra Crianças (NSPCC), o conselho There4Me, a American School em Londres, e como diretora não-executiva do conselho do Grupo da Bolsa de Valores de Londres e no London Smart Board do prefeito Boris Johnson. Ela também atuou no Clube de Líderes de Empreendedores da Web da UE, criado pela então Comissária e Vice-Presidente da UE, Neelie Kroes. Joanna Shields também atuou no Conselho Consultivo da plataforma filantrópica Elbi de forma gratuita até o início de 2016.[carece de fontes?]
Em 2017, Joanna tornou-se membro vitalício do Conselho de Relações Exteriores. Em 2018, juntou-se à Comissão Transatlântica de Integridade Eleitoral da Aliança das Democracias. Ela participou na cimeira da Comissão em Copenhaga, em julho de 2018.
Em outubro de 2018, Joanna recebeu o prêmio ThankYou da World Childhood Foundation. No mês seguinte, ela recebeu o Prêmio Figuras Internacionais Sheikha Fatima bint Mubarak de Maternidade e Infância.

## Vida pessoal
Joanna se formou como bacharel pela Penn State University, onde foi membro da irmandade Chi Omega, e fez seus estudos de pós-graduação como MBA pela George Washington University. Joanna Shields recebeu o título de Doutora em Serviço Público, Honoris Causa, pela George Washington University em maio de 2016.[carece de fontes?]

## honras e prêmios
- Baronesa da Vida
- Oficial da Ordem do Império Britânico.
- Homenagens de Ano Novo: pessoas a serem observadas na personalidade da tecnologia
- Prêmio Alumni Fellows - Penn State[37]
- Prêmio Distinguished Alumni - Universidade George Washington[38]
- Credenciamento de "Líderes Influentes" da AACSB International 2016[39]
- Debrett's 500 - Setor Digital e Social[40][41]
- Figuras Internacionais Prêmio Sheikha Fatima bint Mubarak pela Maternidade e Infância[35]
- Prêmio ThankYou da Fundação Mundial da Infância - Fundação Mundial da Infância[42]